# Alpincenter Bottrop

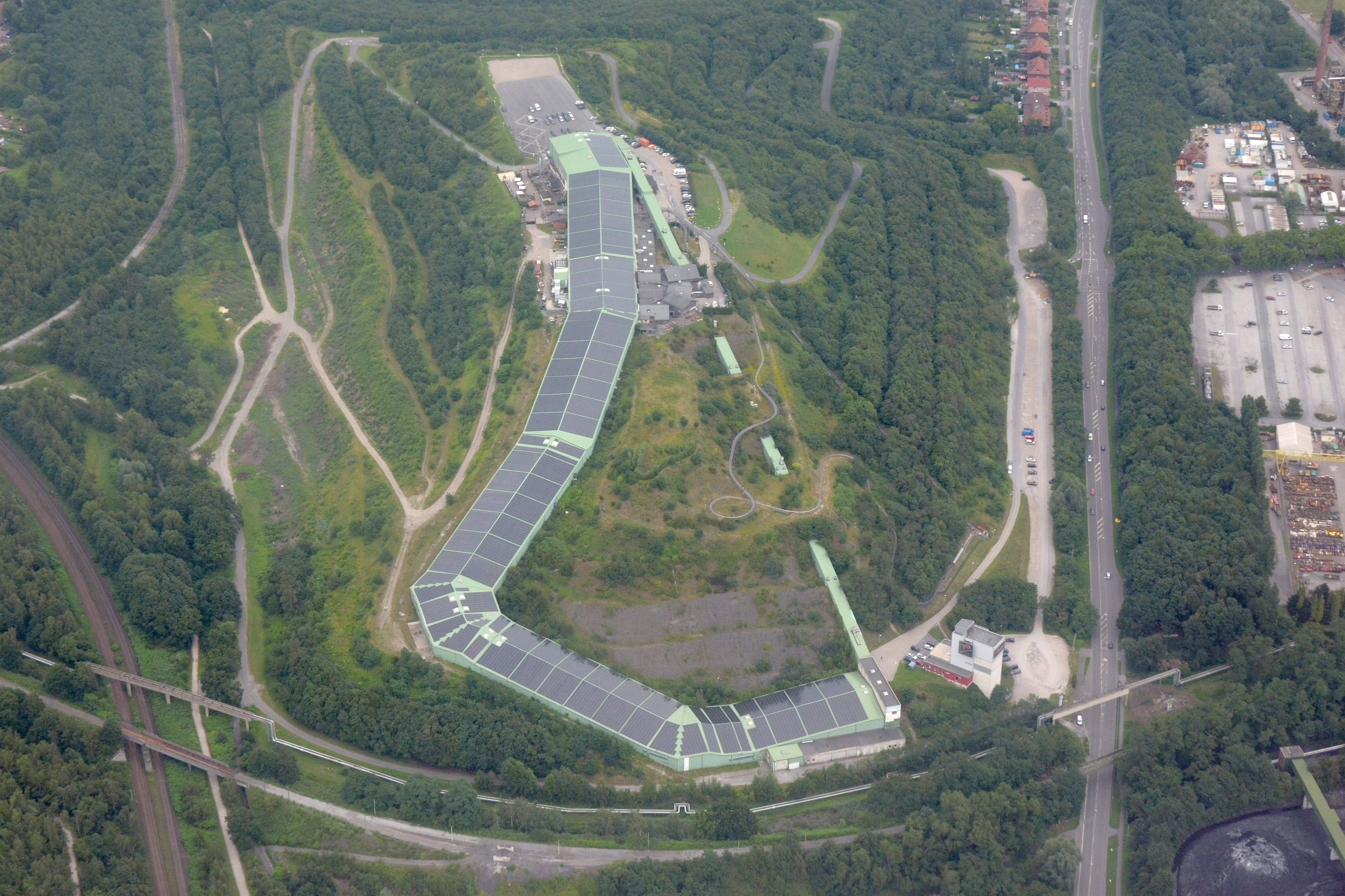
Luftbild

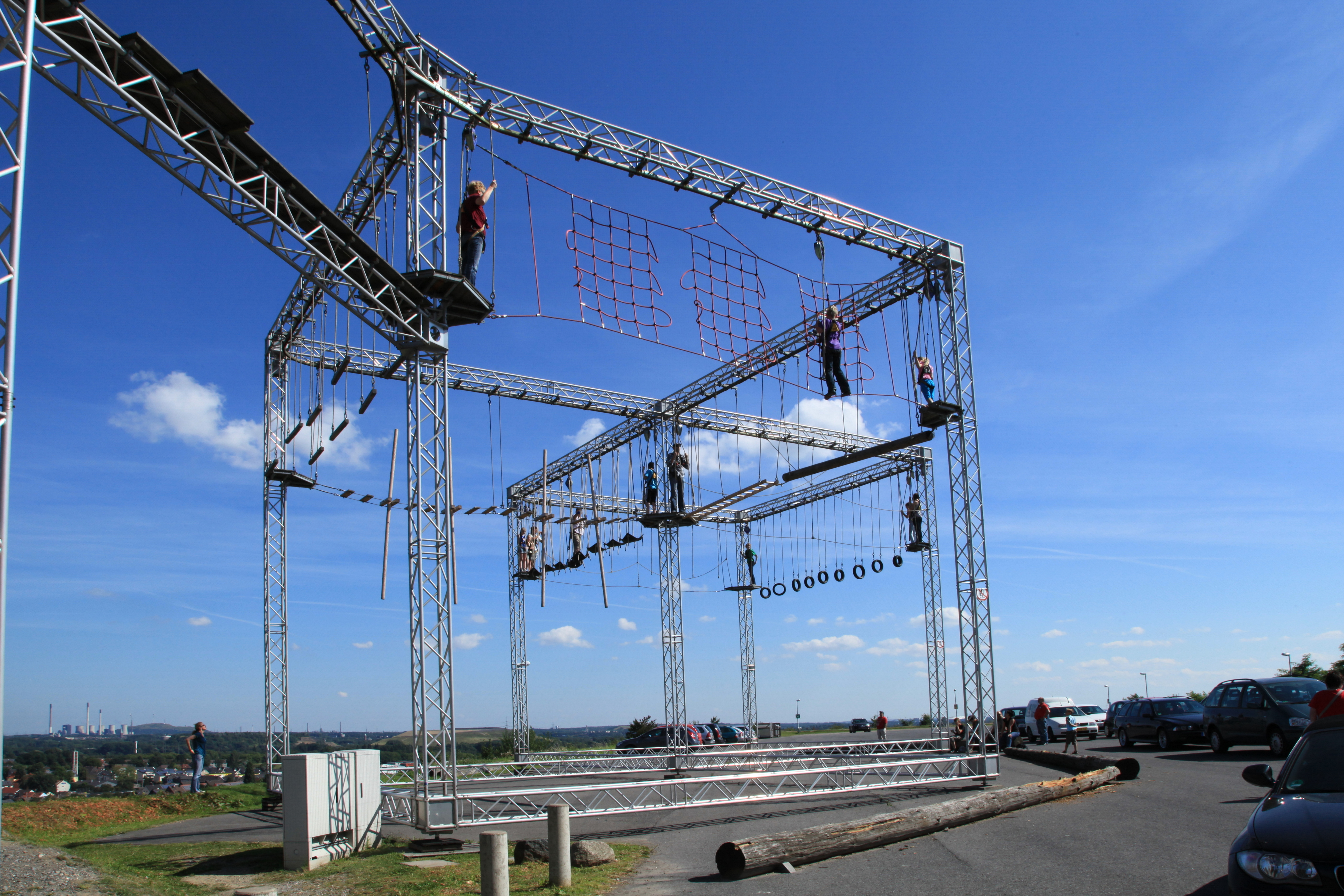
Der Hochseilgarten

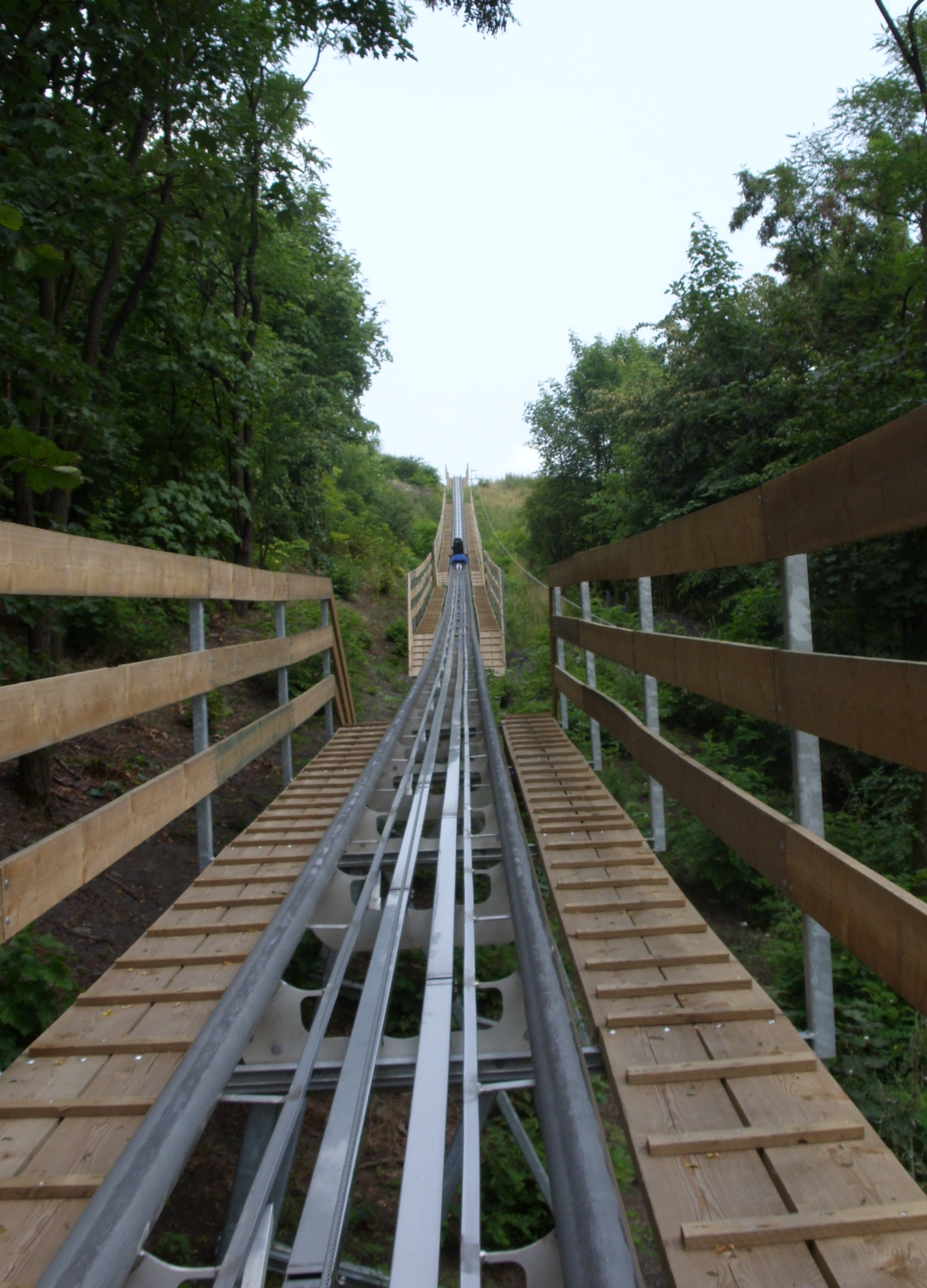
Letzter Teil der Sommerrodelbahn

Das Alpincenter (Eigenschreibweise: alpincenter) ist ein Freizeitpark auf der Halde Prosperstraße in Bottrop.

## Geschichte
Am 3. August 2000 wurde der Grundstein gelegt und am 13. September Richtfest gefeiert; die Eröffnung der Halle erfolgte am  7. Januar 2001.
Initiator war Marc Girardelli, vierfacher Ski-Weltmeister und fünffacher Skiweltcup-Gesamtsieger. Die Halle bietet Arbeitsplätze für rund 100 Mitarbeiter. Das Investitionsvolumen der als GmbH & Co. KG firmierenden Betreibergesellschaft betrug 50 Millionen Euro.
Im  Juli 2004 kam als neuer Teilinvestor die Van-der-Valk-Gruppe Deutschland hinzu. Gleichfalls im Juli 2004 wurde die Halle des alpincenters umfangreich umgebaut. Seit der Eröffnung bis Mitte 2006 besuchten etwa 2,3 Millionen Gäste die Halle.
Im Sommer 2011 wurden an verschiedenen Pfeilern, auf denen die Skihalle errichtet ist,  Verschiebungen durch Setzungen der Halde festgestellt, die eine Erörterung der Problematik im Planungsausschuss der Stadt erforderlich machen.

## Besonderheiten
- Es gibt eine Indoor-Skipiste mit einer Ski- und Snowboardschule. Die Piste ist mit 640 m Länge und 30 m Breite die längste Indoorpiste der Welt. In ihr wird eine Schneeauflage von ca. 40 cm behalten.
- Eine Sommerrodelbahn der Bauart Alpine Coaster von Wiegand mit ca. 700 Metern Länge wurde im April 2009 eröffnet und im Jahr 2020 geschlossen. Ein Neubau vom gleichen Typ mit 800 Metern Länge wird im Jahr 2026 voraussichtlich eröffnet.[2]
- Im Außengelände gibt es einen Hochseilgarten. Dieser hat dreizehn Stationen in fast zehn Metern Höhe.
- Eine Indoor Paintballanlage, bei der auf 800 m² ab 18 Jahren Paintball gespielt werden kann.
- Am 17. August 2011 ist eine der größten Photovoltaikanlagen in ganz Nordrhein-Westfalen in Betrieb gegangen. Die Anlage erstreckt sich über das gesamte Dach der Skihalle und besteht aus 18.600 Solarmodulen auf einer Fläche von 13.400 m². Sie hat eine Leistung von 1,5 Megawatt.